# Balschwiller
Balschwiller je francouzská obec v departementu Haut-Rhin v regionu Grand Est. Žije zde 736 obyvatel.

## Poloha obce
Sousední obce jsou: Bernwiller, Buethwiller, Eglingen, Falkwiller, Gildwiller, Hagenbach a Saint-Bernard.

## Vývoj počtu obyvatel
Počet obyvatel